# Marcello Marziali
Marcello Marziali (Livorno, 31 agosto 1939 – Livorno, 30 novembre 2023) è stato un attore italiano.

## Carriera
Dal 1986 è stato attore nella compagnia teatrale in vernacolo livornese Le Maschere del Carrozzone con cui ha recitato in tante commedie. Ha fatto anche qualche apparizione nel cinema, ricoprendo piccoli ruoli in Jesus di Amasi Damiani nel 1999, Sotto il sole della Toscana di Audrey Wells nel 2003, L'estate del mio primo bacio di Carlo Virzì nel 2005 e Pinocchio di Matteo Garrone nel 2019.
Per la televisione ha recitato nella serie TV Il commissario Manara di Davide Marengo e Luca Ribuoli nel 2011, famoso il ruolo di Gino Rimediotti nella serie TV I delitti del BarLume di Roan Johnson dal 2013 al 2023 e la parte di Don Mimmo nella serie TV The New Pope di Paolo Sorrentino nel 2020. 

## Filmografia

### Cinema
- Jesus, regia di Amasi Damiani (1999)
- Sotto il sole della Toscana, regia di Audrey Wells (2003)
- L'estate del mio primo bacio, regia di Carlo Virzì (2005)
- Area Paradiso, regia di Diego Abatantuono e Armando Trivellini (2012)
- Pinocchio, regia di Matteo Garrone (2019)

### Televisione
- Il commissario Manara, regia di Davide Marengo e Luca Ribuoli (2009-2011)
- I delitti del BarLume, regia di Roan Johnson (2013-2024)
- The New Pope, regia di Paolo Sorrentino (2020)